# Georgios Iatridis
Georgios Iatridis (in greco Γέωργιος Ιατρίδης?; fl. XIX secolo) è stato uno schermidore greco.
Partecipò alle gare di scherma delle prime Olimpiadi moderne che si svolsero ad Atene nel 1896, nella sciabola, arrivando al quinto posto.